# Parapiptadenia excelsa
Parapiptadenia excelsa (Griseb.) Burkart, 1969è una pianta della famiglia delle Fabacee originaria del sud America.

## Descrizione
Si presenta come un albero alto fino a 15 metri, utilizzato per il suo legno.

## Biochimica
La pianta contiene dimetiltriptamina.